# Schismatoglottis ciliata
Schismatoglottis ciliata är en kallaväxtart som beskrevs av Alistair Hay. Schismatoglottis ciliata ingår i släktet Schismatoglottis och familjen kallaväxter. Inga underarter finns listade.